# Deporte en San Marino

El Gran Premio de San Marino es una carrera de automovilismo de velocidad válida para el campeonato de Fórmula 1 que se ha disputado desde 1981 hasta 2006

San Marino, al igual que Italia, disfruta de los deportes y el fútbol es el deporte más practicado y conocido en el país. También son populares el Basketball, el Béisbol y el Voleibol. Como anécdota un jugador de Letonia fue apuñalado por uno de San Marino en mitad de un partido por la clasificación al mundial.

## Básquet
El básquet es uno de los deportes más populares.la Selección de baloncesto de San Marino es el equipo formado por jugadores de nacionalidad sanmarinense que representa a la Federación de baloncesto de San Marino en las competiciones internacionales organizadas por la Federación Internacional de Baloncesto (FIBA) o el Comité Olímpico Internacional (COI), los Juegos Olímpicos, Campeonato mundial de baloncesto y FIBA Europa.San Marino ha tenido un muy buen desempeño ya que consiguieron la medalla de oro en el Campeonato Europeo de los Países Pequeños en el 2000 además fue local en la decimotercera entrega en el 2012 quedando 4.º en el campeonato.Su mejor resultado fue un 158 a 0 con la Selección de Malta.

## Béisbol
El béisbol se hizo popular a finales de los años 70' gracias a la pasión que algunos chicos traían de regresar de los Estados Unidos popularizando el deporte en el país.El San Marino Baseball Club fundado en 1970 e incorporado como franquicia en 1985. Actualmente se encuentra patrocinado por Tecnología & Ambiente. Se tituló campeón de la IBL en la temporada 2011.
Gracias a estos éxitos, el béisbol se destaca cada vez más de las disciplinas de San Marino y es sobre este patrimonio que nace y toma forma en 1985, ahora San Marino Baseball Club.

## Deporte motor

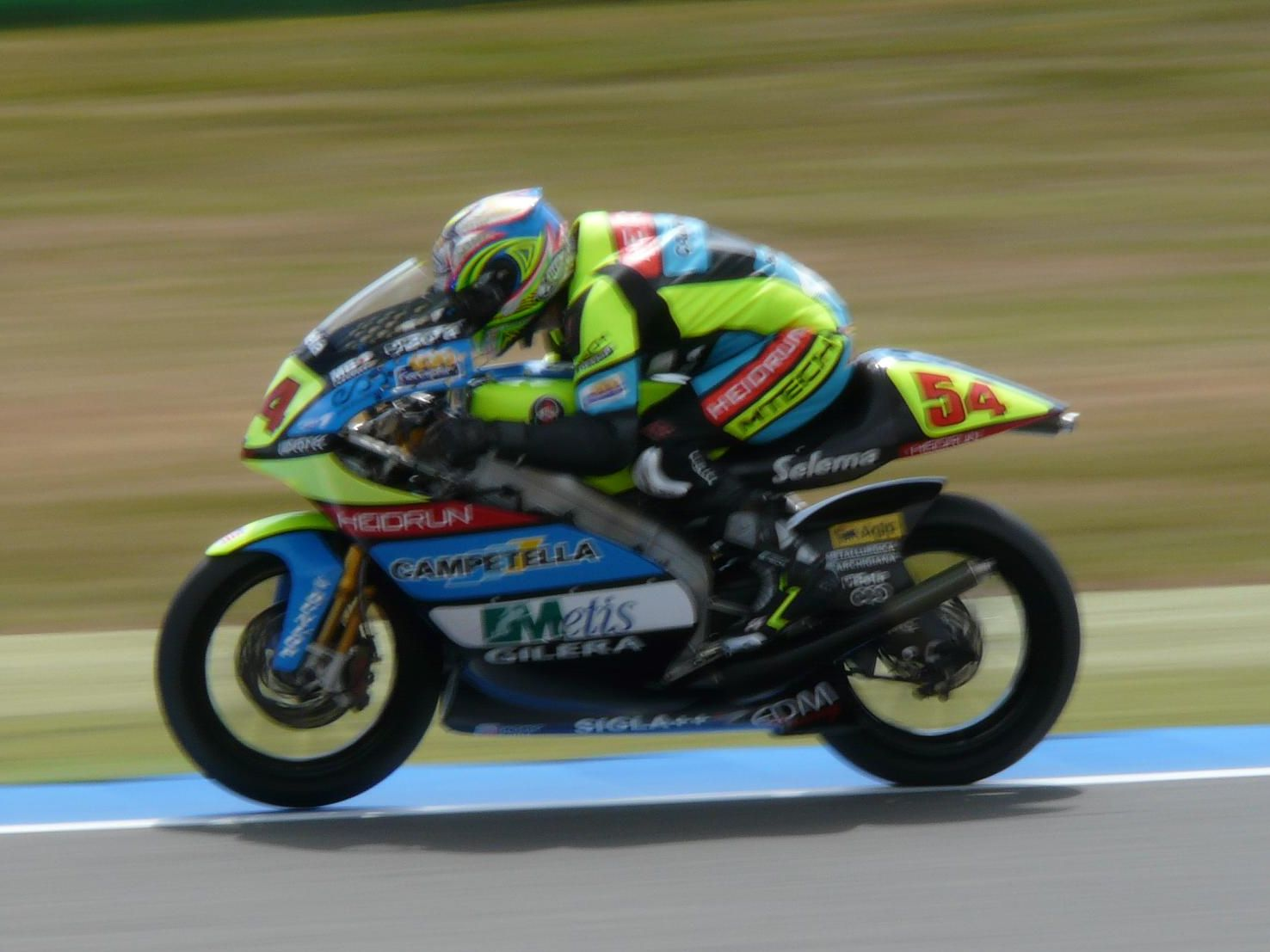
Manuel Poggiali (14 de febrero de 1983, San Marino) fue un piloto profesional de motociclismo que llegó a ser campeón del mundo de 250cc.

El Gran Premio de San Marino de Motociclismo se disputa en el Circuito de Misano (Italia). Es famoso por el accidente de Wayne Rainey, que le dejó de por vida en silla de ruedas, y la muerte del japonés Shoya Tomizawa. El Circuito de Misano lleva el nombre del piloto italiano Marco Simoncelli fallecido en el Gran Premio de Malasia de Motociclismo de 2011.
El Gran Premio de San Marino de Fórmula 1
se disputaba en el Circuito de Imola, también en Italia. Es conocido por los choques fatales de Ayrton Senna y Roland Ratzenberger en el Gran Premio de San Marino de 1994. También hay algunos pilotos famosos del motociclismo de San Marino, Alex de Angelis y Manuel Poggiali (campeón de 125cc y 250cc).

## Fútbol

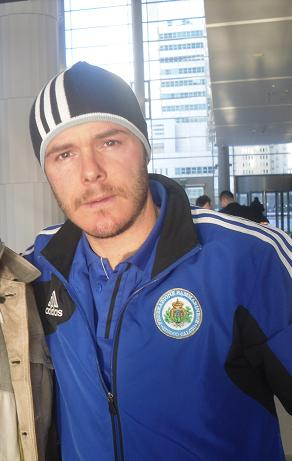
Andy Selva es el mayor goleador de la selección con 8 tantos

San Marino es considerado como el peor equipo nacional del mundo debido a que tiene la racha de más de 100 partidos sin ganar sucesivamente a fecha de septiembre de 2023;como San Marino es un micro-Estado tiene muy pocos futbolistas a quien puede recurrir por lo tanto la mayoría son aficionados y poseen otros trabajos. 0
Su entrenador Giampaolo Mazza renunció al cargo de director técnico en 2013, poniendo fin así a una historia de 15 años al mando, el más largo de una selección nacional en el mundo.

### Campeonato

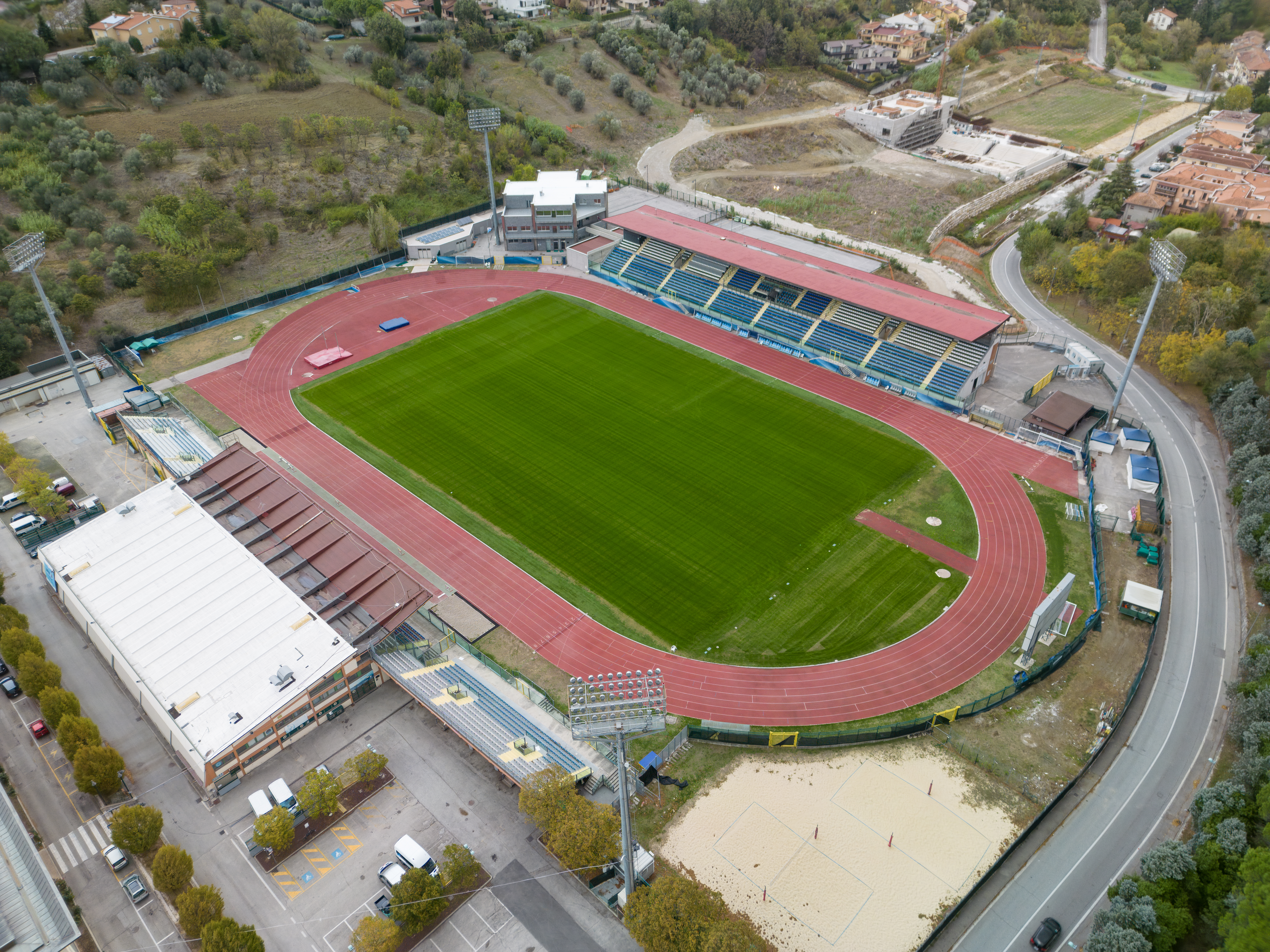
Stadio Olimpico Serravalle es el estadio donde se juega la final del campeonato

El campeonato sanmarinense de fútbol (en italiano: Campionato sammarinese di calcio) es la liga de fútbol más importante de la República de San Marino, organizada por la FederaciónSanmarinense de este deporte.
Fue fundado en 1985, aunque en la pequeña república se disputa la Copa Titano desde 1937. Pese a ser una liga reconocida por la UEFA y FIFA para disputar torneos internacionales, está considerada como la más débil del continente, y sus clubes se nutren de jugadores semiprofesionales y extranjeros. El microestado cuenta también con un equipo en la Serie D de Italia, el San Marino Calcio

## Selecciones nacionales
- Selección de fútbol de San Marino
- Selección de baloncesto de San Marino